# Smartband
Smartband (ang. także activity tracker, fitness tracker lub smart bracelet), również opaska sportowa lub opaska fitness – rodzaj urządzenia elektronicznego, monitorujące aktywność fizyczną użytkownika lub użytkowniczki. Jego główną funkcją jest lifelogging. Pierwsze smartbandy zaczęły powstawać w 2014 roku, jednak nie posiadały one jeszcze wyświetlacza.

## Etymologia
„Smartband” pochodzi od połączenia dwóch wyrazów z języka angielskiego: „smart” (pol. „elegancki” / „mądry”) oraz „band” (pol. „opaska”). Dlatego w niektórych źródłach występuje rozdzielona forma zapisu („Smart Band”, „smart band”).

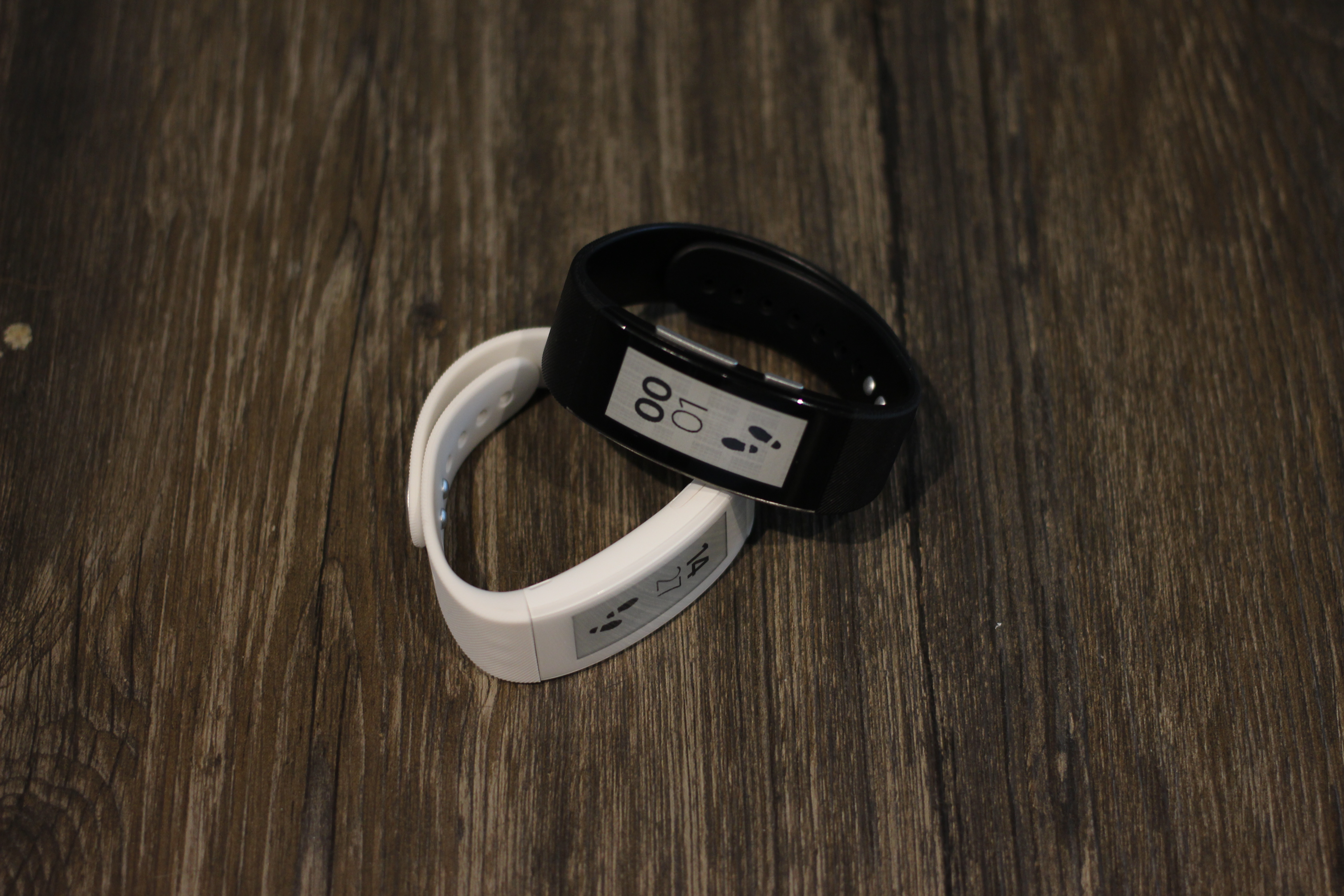
Smartbandy marki Sony

## Opis i funkcje

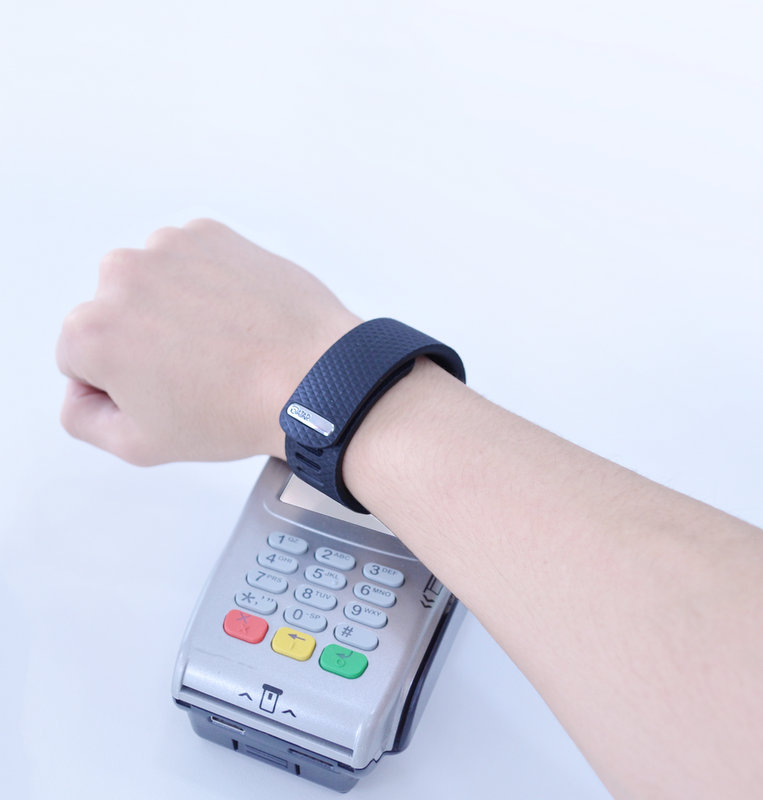
Niektóre smartbandy mają także funkcję płatności mobilnej

Przeciętny smartband wyglądem przypomina zegarek z elektronicznym małym wyświetlaczem wyposażonym w ekran dotykowy. Obudowa wykonana jest z lekkiej, gumowej opaski.
Starsze modele urządzenia smartband posiadają jedynie funkcję liczenia kroków i kalorii, ukazywania daty i godziny, a także obliczania pokonanego dystansu. Nowsze modele posiadają także możliwość monitorowania czasu i jakości snu, mierzenia ciśnienia tętniczego, korzystania z GPS, sprawdzania tempa, mierzenia czasu aktywności fizycznej oraz przypominania o niej, w razie braku poruszania się przez dłuższy czas (co skutkuje zwiększoną motywacją). Najnowocześniejsze potrafią także kontrolować wielkość tkanki tłuszczowej w ciele człowieka.
Współcześnie smartband oferuje również pulsometr oraz funkcję pomiaru ciśnienia krwi, która dodatkowo umożliwia całodobowe kontrolowanie obu tych parametrów, co pomaga wyeliminować ryzyko przetrenowania organizmu, a także ustalić, czy nie występują problemy z nadciśnieniem.
Smartband nierzadko jest także połączony z telefonem komórkowym poprzez Bluetooth, dzięki czemu urządzenie to może odbierać z telefonu pogodę, a także informować o nieodebranym połączeniu, czy przysłanej wiadomości na połączone z nim urządzenie. Telefon także odbiera dane z opaski, które są wykorzystywane w specjalnych aplikacjach mobilnych na telefon, m.in. Samsung Health, czy Huawei Wear. Część z nich łączy się także za pomocą złącza USB lub wykorzystuje komunikację bliskiego zasięgu. Smartbandy są najczęściej kompatybilne z systemami operacyjnymi IOS, Microsoft Windows oraz Android.
Obecnie istnieją także specjalne opaski sportowe na siłownię lub fitness, czy wodoodporne na basen.
Posiadają także możliwość wykrywania ruchów nadgarstka. Dzięki temu samoistnie włączają się przy wykonywaniu odpowiedniego gestu.
Smartband jest podobny do smartwatcha, z którym jest często mylony, jednak opaska fitness posiada znacznie mniej funkcji.

Istnieją także specjalne urządzenia dla psów domowych. Wyglądem przypominają one obrożę. Po raz pierwszy urządzenia te zostały stworzone dla psów przez agencję New Deal Design z San Francisco dla przedsiębiorstwa Firbit. Najczęściej posiadają one także funkcję GPS, aby w razie zagubienia psa, można byłoby go łatwo odnaleźć. 

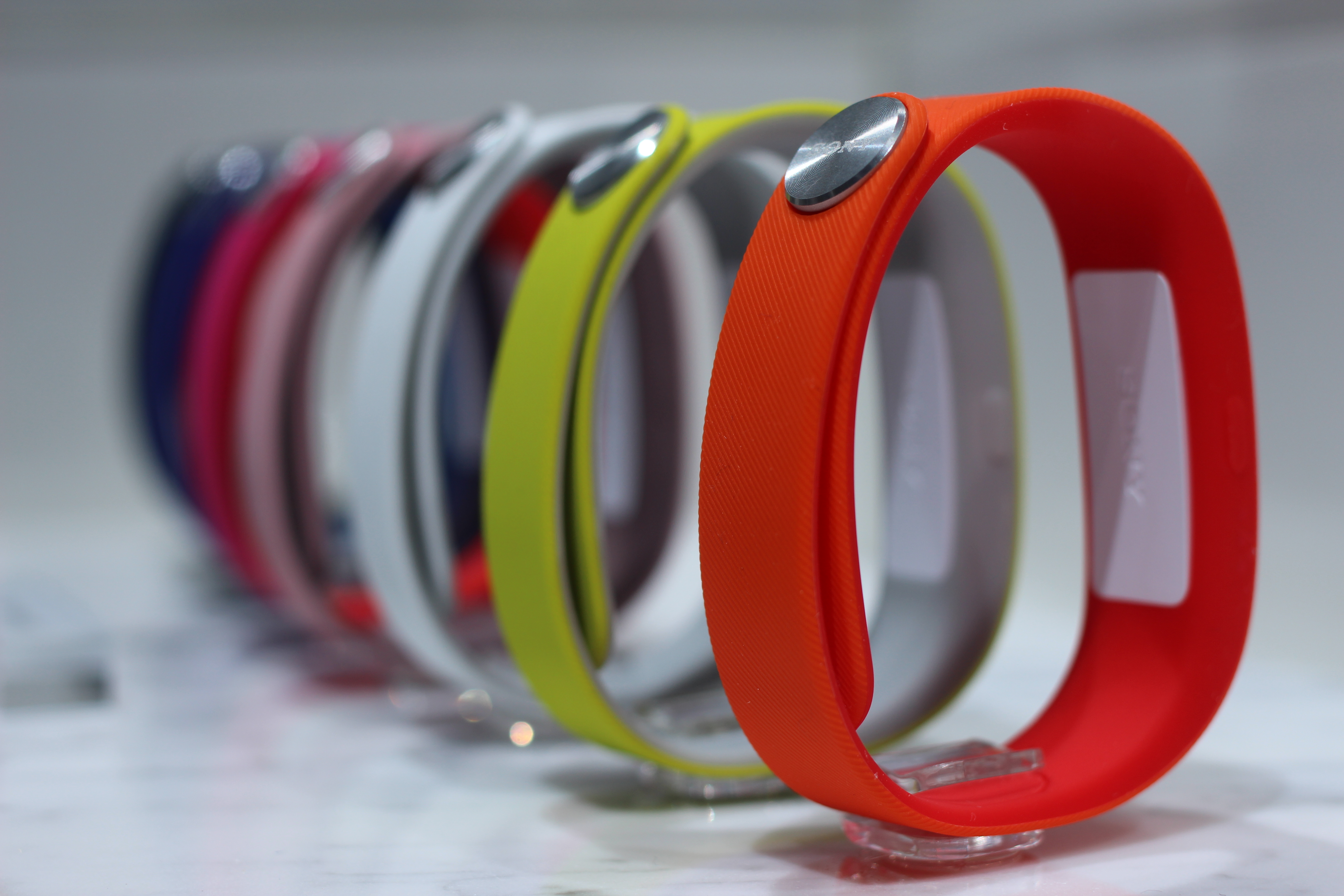
Smartbandy marki Sony

## Wpływ

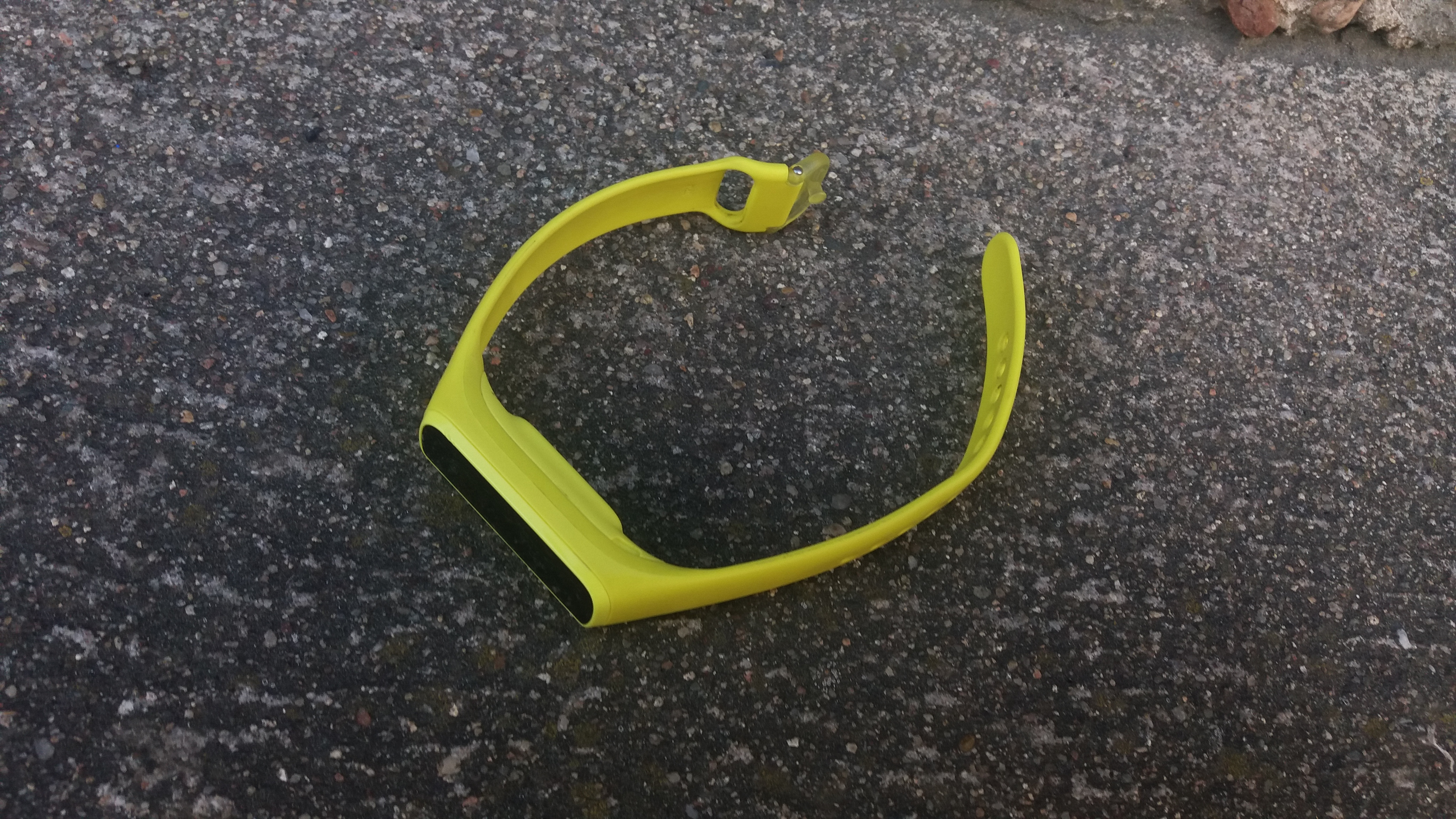
Smartband Samsung Galaxy Fit E

Wiele artykułów naukowych opisuje wpływ opaski smartband na zdrowie, m.in. pomoc w utracie masy ciała, czy zwiększenie aktywności fizycznej człowieka. Poprzez konkurencję z innymi użytkownikami (np. za pomocą aplikacji Samsung Health) lub z rodziną użytkownik może mieć zwiększoną motywację.
Używanie smartbandu powiększa także kompetencję człowieka, poprzez magazynowanie informacji o jego aktywności fizycznej, a w nowszych modelach urządzenia także o stanie zdrowotnym.
Ponieważ niektóre modele mają funkcję wyczucia upadku (wraz z możliwością użycia GPS) mogą wezwać pogotowie ratunkowe i ocalić życie człowiekowi.